# Carhartの4ファクターモデル
Carhartの4ファクターモデル（英: Carhart four factor model）とは、株式の期待収益率のクロスセクション構造を記述するモデル。1997年にMark Carhartにより発表された。

## 概要
Carhartの4ファクターモデルの下で株式 {\displaystyle i} の期待収益率 {\displaystyle R_{i}} は以下の式で決定される。
{\displaystyle R_{i}-r=\beta _{i}^{MKT}(R_{M}-r)+\beta _{i}^{SMB}SMB+\beta _{i}^{HML}HML+\beta _{i}^{MOM}MOM}
ここで {\displaystyle r}は安全資産の金利であり、{\displaystyle R_{M}} は市場ポートフォリオの期待収益率、{\displaystyle SMB} は時価総額に対するリスクファクター、{\displaystyle HML} は簿価時価比率(PBRの逆数)に対するリスクファクター、{\displaystyle MOM} はモメンタム効果に対するリスクファクターである。{\displaystyle \beta _{i}^{MKT},\beta _{i}^{SMB},\beta _{i}^{HML},\beta _{i}^{MOM}} はそれぞれ市場ポートフォリオのリスクプレミアム、時価総額リスクファクター、簿価時価比率リスクファクター、モメンタム効果リスクファクターに対する各株式に固有の感応度である。形状としてはファーマ＝フレンチの3ファクターモデルにモメンタム効果リスクファクターが追加されている。
ここでモメンタム効果について説明しておくと、モメンタム効果とは過去に収益率が良かった株式は将来も収益率が良く、逆に過去に収益率が悪かった株式は将来も収益率が悪くなるという効果である。1993年にNarasimhan Jegadeesh と Sheridan Titmanは米国株式市場において過去に収益率が高かった株式の上位10%の等加重ポートフォリオを1単位買い、過去に収益率が悪かった株式の下位10%の等加重ポートフォリオを1単位空売りする費用ゼロのポートフォリオを半年から1年にかけて保持すると利益を得られることを統計的に実証している。
モメンタム効果はファーマ＝フレンチの3ファクターモデルでは説明されないので、その効果を捉えるためのファクターが追加されている。Carhart が1997年に発表した論文では株式を運用する投資信託のパフォーマンスに持続性があることを4ファクターモデルで説明できることが統計的に示されている。

## 実際の推定法
Carhartの4ファクターモデルは以下の線形回帰式に最小二乗法を当てはめることで推定される。
{\displaystyle {\widetilde {R}}_{i,t}-r=\alpha _{i}+\beta _{i}^{MKT}({\widetilde {R}}_{M,t}-r)+\beta _{i}^{SMB}{\widetilde {SMB}}_{t}+\beta _{i}^{HML}{\widetilde {HML}}_{t}+\beta _{i}^{MOM}{\widetilde {MOM}}_{t}+\epsilon _{i,t},\quad t=1,\dots ,T}
{\displaystyle {\widetilde {R}}_{i,t},{\widetilde {R}}_{M,t},{\widetilde {SMB}}_{t},{\widetilde {HML}}_{t}} はそれぞれ時点 {\displaystyle t} において実際に観測された株式 {\displaystyle i} の収益率、市場ポートフォリオの収益率、時価総額リスクファクター、簿価時価比率リスクファクターであり、{\displaystyle \epsilon _{i,t}} は誤差項である。また {\displaystyle {\widetilde {MOM}}_{t}} は後述する方法で作成されるモメンタム効果リスクファクターである。
市場ポートフォリオについては市場の全株式の時価総額加重平均ポートフォリオを用い、時価総額リスクファクターと簿価時価比率リスクファクターはファーマ＝フレンチの3ファクターモデルの項で説明されている方法を用いることで作成できる。モメンタム効果リスクファクターは次の方法で作成される。例えば {\displaystyle t} 時点のモメンタム効果リスクファクターを計算するとしよう。まず、{\displaystyle t} 時点から見て1年前から1カ月前まで11か月間の全株式の収益率を順位づけする。そして過去収益率上位30%にあたる株式の等加重ポートフォリオと過去収益率下位30%にあたる株式の等加重ポートフォリオを考える。この時、過去収益率上位30%のポートフォリオを1単位購入し、過去収益率下位30%のポートフォリオを1単位空売りするポートフォリオの収益率を {\displaystyle {\widetilde {MOM}}_{t}} とするのである。